# جامعة ليمريك
جامعة ليمريك (بالأيرلندية: Ollscoil Luimnigh، وبالإنجليزية: University of Limerick) هي جامعة أيرلندية مقرها مدينة ليمريك. تأسست عام 1972 تحت اسم «المعهد الوطني للتعليم العالي في ليمريك» واكتسبت صفة جامعة عام 1989 بموجب قانون جامعة ليمريك الصادر في العام ذاته. تعد جامعة ليمريك أول جامعة تُنشأ في البلاد منذ تأسيس الدولة سنة 1922، وتبعها في ساعة لاحقة من اليوم ذاته تأسيس جامعة مدينة دبلن، والجامعة عضو بشبكة سانتاندير الأوروبية للجامعات.
يقع حرم الجامعة على جانبي نهر شانون، على موقع مساحته 137.5 هكتار (340 أكر)، وبطول 46 هكتار (110 أكر) عن الضفة الشمالية وطول 91.5 هكتار (226 أكر) على الضفة الجنوبية، 5 كيلومتر (3.1 ميل) من وسط المدينة. تضم أكثر من 11,000 طالب جامعي بدوام كامل، بما في ذلك أكثر من 2,400 طالب دولي، و 1,500 طالب بدوام جزئي. يوجد أكثر من 800 طالب دراسات عليا و 1,300 طالب دراسات عليا يتلقون التعليم في الجامعة.
بعد الرئيس المؤسس إدوارد إم والش، تولى روجر جي إتش داونر وجون أوكونور ودون باري وديس فيتزجيرالد رئاسة الجامعة من عام 1998 إلى أغسطس 2020. الرئيس الحالي المؤقت هو الأستاذة كرستين مي.

## التاريخ

### حملة الجامعة

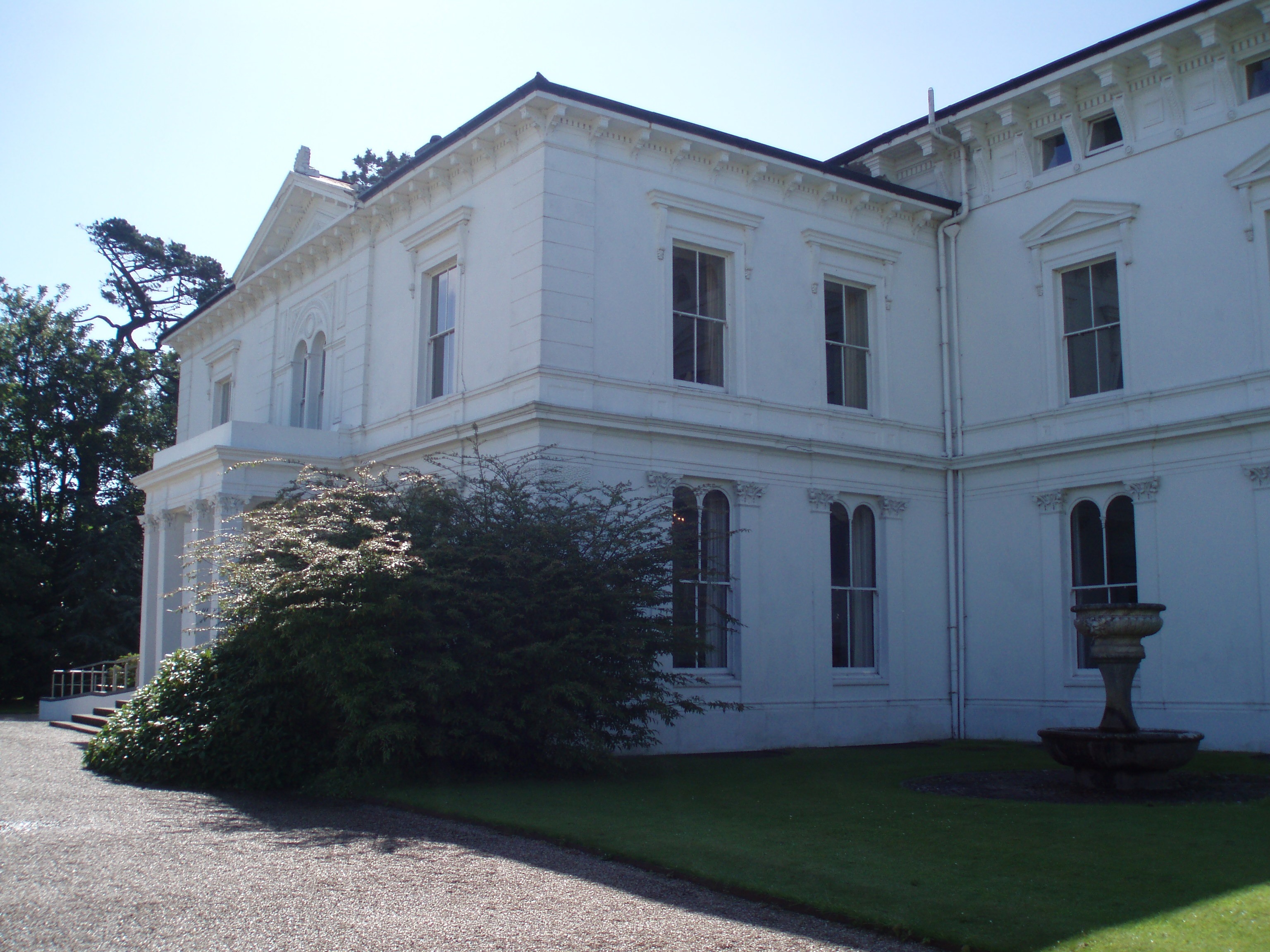
منزل بلاسي، جزء من عقار يعود تاريخه إلى ما قبل الجامعة. أصبح روبرت كلايف أول بارون كلايف من بلاسي عام 1762 بعد هزيمة نواب البنغال في معركة بلاسي عام 1757. يعرض مكتب الرئيس الحالي صولجان الجامعة الاحتفالي.

وفقًا للرئيس المؤسس إدوارد إم والش، تقدم عمدة ليمريك بطلب للحصول على كلية كوينز في المدينة عام 1845 ؛ ومع ذلك، تم إنشاء جامعة الملكة (بلفست) وكلية كورك الجامعية وكلية كوينز (غالواي) بدلاً من ذلك. في عام 1908 كانت هناك محاولة للربط بين جامعة أيرلندا الوطنية وكلية مونغريت، والتي تبعد حوالي خمسة كيلومترات من ليمريك.
منحت مونغريت درجات علمية على مستوى البكالوريوس والماجستير في كلية الآداب، مع الدرجات التي تمنحها الجامعة الملكية في أيرلندا بين عامي 1888 و1908.
تم حل الجامعة في عام 1909 واستبدلت بالجامعة الوطنية في أيرلندا، إيذانا بنهاية التعليم العالي في مونغريت. تم منح الدرجات العلمية للطلاب في كلية مونغريت من قبل الجامعة الوطنية في أيرلندا من 1909 إلى 1912 لاستيعاب الطلاب الذين سجلوا في الجامعة الملكية.
بدأت الحملة الجادة لإنشاء جامعة في ليمريك في أواخر الخمسينيات من القرن الماضي. تأسست لجنة مشروع جامعة ليمريك في سبتمبر 1959 بواسطة رئيس بلدية ليمريك في عام 1957، تيد راسل.

### المعهد الوطني للتعليم العالي، ليمريك
أدت سياسات التنمية الاقتصادية الناجحة خلال الستينيات إلى تدفق الاستثمار الأجنبي في أيرلندا والطلب على الخبرة الذي لم تلبه الجامعات الحالية. أنشأت أيرلندا المعهد الوطني للتعليم العالي في ليمريك، على غرار الجامعات التكنولوجية في أوروبا القارية، وربما نهج الفنون التطبيقية الذي يتم تطويره في المملكة المتحدة.  تولى إدوارد والش منصبه كرئيس لمجلس التخطيط ومدير المعهد في 1 يناير 1970.
تم تسجيل الطلاب الأوائل في عام 1972، عندما افتتح المعهد تاوسيتش جاك لينش.

### حالة الجامعة
في عام 1989، تم تأسيس المعهد الوطني للتعليم العالي - ليمريك بموجب تشريع باسم جامعة ليمريك وتم إنشاء المعهد الوطني للتعليم العالي - دبلن كجامعة مدينة دبلن، لكل منها القدرة على منح شهاداتها الخاصة. أصبحت هذه المعاهد أول معاهد منذ استقلال أيرلندا تُمنح لقب «جامعة».
حدث التوسع في عام 1991، بعد دمج كلية ثوموند للتربية، ليمريك. تأسست الكلية، التي تشترك في حرم جامعي مشترك، في عام 1973 باسم الكلية الوطنية للتربية البدنية وأصبحت قسمًا للدراسات التربوية والمهنية، مع التركيز على التعليم الثانوي. منذ عام 1991، تم منح شهادات من كلية ماري إماكولات، ليمريك من قبل جامعة ليمريك. يتم تقديم شهادات في برامج التعليم الابتدائي والفنون، وتم منح الدرجات العلمية في كلية سانت باتريك، Thurles من الجامعة منذ عام 2012.

### الجامعة الأمريكية الأيرلندية
تم اعتماد عناصر من نظام الجامعات الأمريكية، بما في ذلك التعليم التعاوني، ومتوسط الدرجات، ونظام الفصل الدراسي. خلال عقد 1970، دفع قلة التمويل العام والش وفريقه للبحث عن البنك الدولي وبنك الاستثمار الأوروبي من أجل التمويل. تم تطوير برامج متطورة لجمع التبرعات من القطاع الخاص في وقت لاحق، بناءً على نماذج جامعية أمريكية وبتوجيه من مجلس قيادة دولي تحت الرئيس المؤسس تشاك فيني ولويس جلوكسمان. تم تطوير الحرم الجامعي في المقام الأول نتيجة لهذا النشاط لجمع التبرعات.[بحاجة لمصدر]

### رؤساء الجامعة
- إدوارد م والش، الرئيس المؤسس (1972-1998)
- روجر داونر (1998-2006)
- جون أوكونور (2006-2007)
- دون باري (2007-2017)
- ديزموند فيتزجيرالد (2017-2020)
- كرستين ماي (2020، تعيين مؤقت لمدة 18 شهرًا)

## كليات الجامعة
يوجد بالجامعة أربع كليات :

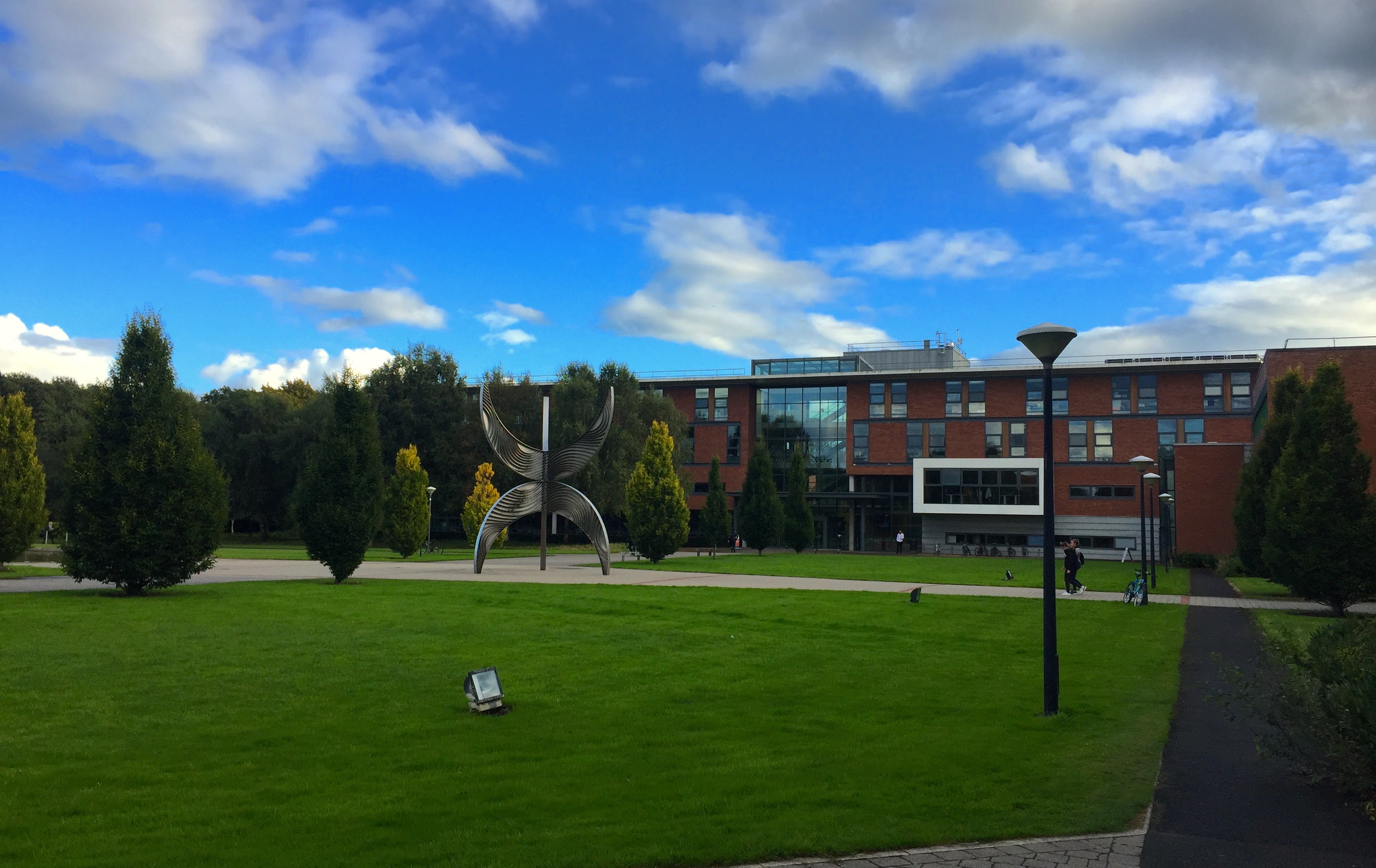
كلية كيمي للأعمال

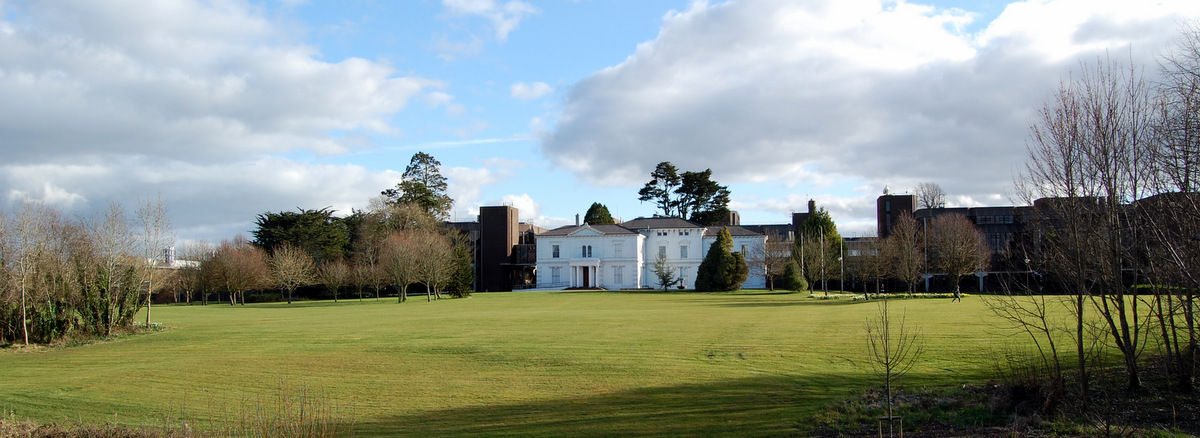
منزل بلاسي، على نهر شانون

- كلية كيمي للأعمال (سكويل غنو كيمي)[25]
- كلية التربية والعلوم الصحية (بما في ذلك كلية الطب العليا)[26]
- كلية العلوم والهندسة[27]
- كلية الآداب والعلوم الإنسانية والاجتماعية[28]

ترتبط كليتا ماري والقديس باتريك في ثورلس بالجامعة.

## الحياة الطلابية
في الجامعة اتحاد طلابي يمثل الجسم الطلابي. يرأس الاتحاد ثلاثة متفرغين هم: رئيس وضابط أكاديمي وضابط رعاية اجتماعية. يتم اتخاذ قرارات السياسة من قبل ضباط التفرغ ومجلس التمثيل الطبقي.
يُعد اتحاد الطلبة في الجامعة هي الهيئة التمثيلية لأكثر من 13,500 طالب في الجامعة. يعمل الاتحاد من مكتبه في الفناء الرئيسي، الذي تم تجديده ويوفر مكانًا للطلاب للاسترخاء طوال اليوم. كما وينظم أنشطة ترفيهية لطلاب الجامعة على مدار العام. يحدث معظمها خلال أسبوع الطلاب الجدد وأسبوع العمل الخيري.
يوجد بالجامعة أيضًا اتحاد لطلاب الدراسات العليا مع رئيس متفرغ للدراسات العليا يمثل هيئة طلاب الدراسات العليا. تُعد الجامعة واحدة من جامعتين أيرلندية تتمتعان بهذا المنصب.

### النوادي والجمعيات
يوجد في الجامعة أكثر من 70 ناديًا وجمعية يديرها الطلاب. يتم دعم الأندية من قبل اتحاد الطلاب وقسم الرياضة ومكتب الفنون.
في مارس 2014، رفضت الأندية والجمعيات الاعتراف بجمعية Pro-Life وهي غير معترف بها من قبل مجلس الطلاب. منذ ذلك الحين، يجب أن يتم التصويت على كل نادي أو جمعية جديدة من قبل المجلس وتخضع لفترة تجريبية (عادةً 14 أسبوعًا).

## تصنيف الجامعة
تحتل الجامعة المرتبة الرابعة في استقطاب الطلاب الحاصلين على أكثر من 500 نقطة في شهادة التخرج الأيرلندية. إنها الكلية الوحيدة في أيرلندا التي تحصل على خمس نجوم كحد أقصى لمنشآتها الرياضية.
تم تصنيف الجامعة من 471 إلى 480 عالميًا في تصنيفات جامعة QS العالمية لعام 2011 و 71-80 للجامعات التي يقل عمرها عن 50 عامًا. تم الوصول إلى أعلى تصنيف QS (394) في عام 2008، واحتلت كلية العلوم والهندسة المرتبة 364 على مستوى العالم.
تُعد الجامعة الأيرلندية الوحيدة التي حصلت على خمس نجوم لتوظيف الخريجين والتدريس في تقارير QS 2011-12. حصلت المدرسة أيضًا على خمس نجوم للبنية التحتية والتدويل والابتكار والمشاركة.

## خريجون وأعضاء هيئة تدريس بارزون
الفنون
- جان باتلر، فنان ومصمم رقصات.[34]
- باتريك كاسيدي، ملحن حصل على جائزة الأوسكار عام 2015.[35]
- كولن دون، فنان ومصمم رقصات.
- كلير كيفيل، عازفة كونسرتينا أيرلندية وعازفة هاربسيكورد
- Mícheál Ó Súilleabháin، موسيقي وعازف بيانو إيرلندي

الطب والعلوم
- ديفيد بارناس، رائد هندسة البرمجيات الكندي
- رونان تينان، طبيب.

العسكرية
- ديرموت إيرلي، رئيس الأركان السابق لـ القوات المسلحة الأيرلندية[36]
- بيلي هيدرمان، ضابط سابق في الجيش الأيرلندي

السياسة
- تامار بيروشاشفيلي, وزير خارجية جورجيا.[37]
- بات كوكس, سياسي أيرلندي ورئيس البرلمان الأوروبي الأسبق.
- جيمي دينيهان، وزير في الحكومة.
- ماري لو ماكدونالد, رئيس حزب شين فين.
- فيلي أوديا, وزير الدفاع الأيرلندي الأسبق.
- كيرن أودونيل, سياسي
- ديارمويد سكالي، العمدة السابق لمدينة ليمريك

الرياضة
- توماس بار, لاعب حواجز في الألعاب الأولمبية الصيفية 2016[38]
- جيك موريس، تيبيراري هيرلر
- دان موريسي، ليمريك هارلر
- توم موريسي، ليمريك القاذف
- فاليري مولكاهي، لاعب كرة قدم جاليك من كورك، لاعب كرة قدم، ست مرات كل النجوم
- بريان مولينز، لاعب كرة القدم الغيلية من دبلن، نجم كل النجوم مرتين
- جيرارد هارتمان، معالج فيزيائي
- مايك شيري، لاعب منتخب أيرلندا لاتحاد الرغبي
- سياران طومسون، لاعب كرة قدم دونيجال الغيلية
- مايك شيري, لاعب منتخب أيرلندا لاتحاد الرغبي
- داميان فارلي  [لغات أخرى]‏، لاعب منتخب أيرلندا لاتحاد الرغبي
- توني وارد، لاعب منتخب أيرلندا لاتحاد الرغبي.

## وصلات خارجية
- الموقع الرسمي
- مركز الكتابة